# 681
681 (DCLXXXI) je bilo navadno leto, ki se je po julijanskem koledarju začelo na torek.

## Dogodki
- 1. januar

## Smrti
- 5. december - Ašina Funian, kagan Vzhodnega turškega kaganata (* ni znano)

Neznan datum
- Ebroin, dvorni majordom Nevstrije (* ni znano)